# Bamberg, Staatsbibliothek, Msc.Hist.5
Die Handschrift Bamberg, Staatsbibliothek, Msc.Hist.5 ist ein Kodex, der die einzige erhaltene Abschrift der Historien des Richer von Reims enthält. Die Handschrift ist der Autograph Richers und wurde von diesem Ende des 10. Jahrhunderts in Reims geschrieben. Sie wurde von Heinrich II. nach Bamberg gebracht, wo sie bis zur Säkularisation Teil der dortigen Dombibliothek war. Heute wird sie als Teil der Kaiser-Heinrich-Bibliothek in der Staatsbibliothek Bamberg verwahrt.

## Beschreibung
Der Kodex zeigt an vielen Stellen Merkmale der Überarbeitung (Nachträge, Rasuren, Streichungen). Er besteht aus 58 Blatt Pergament von schlechter Qualität und unterschiedlicher Größe (ca. 24,3 × auf 15 cm). Viele Doppelblätter sind aus alten Einzelblättern hergestellt worden, indem sie um 90 Grad gedreht, in der Mitte gefalzt und neu liniert wurden. Das Blatt zwischen fol. 1 und fol. 2 ist stark beschnitten und wurde in der Neuzeit als Blatt 2b gezählt; es wurde zusätzlich in die Lage eingeschoben und enthält einen Exkurs über die Normannen, der offenbar als Nachtrag in den Text eingefügt wurde.

## Inhalt
Msc.Hist.5 ist der Autograph der Historien des Richer von Reims. Dieser widmete sein Werk Gerbert, dem Erzbischof von Reims und späteren Papst (Silvester II.). Da dieser sein Amt als Reimser Erzbischof im Sommer 991 antrat und bis Frühjahr 998 ausübte, ergibt sich daraus auch die Datierung der Handschrift.